# 尾崎英外
尾崎 英外（おざき ひでと、1945年12月26日 - ）は、日本の実業家。初代トヨタファイナンシャルサービス代表取締役社長を経て、あいおいニッセイ同和損害保険代表取締役会長。

## 経歴
- 1958年 成城学園初等学校卒業[1]
- 1961年 成城学園中学校卒業[1]
- 1964年 成城学園高等学校卒業[1]
- 1968年 一橋大学商学部卒業[1]
  - 在学中ゴルフ部所属[1]
- 同年トヨタ自動車販売株式会社入社[2]
  - 横浜トヨペットで研修後、経理部資金課に配属[1]
- 1981年1月 米国トヨタ自動車販売赴任[1]
- 1986年1月 トヨタ自動車株式会社財務部財務企画室長[1]
- 1997年トヨタ自動車株式会社財務部長[1]
- 1999年 トヨタ自動車株式会社取締役[2]
- 2000年 トヨタファイナンシャルサービス株式会社代表取締役社長[2] 兼 トヨタファイナンシャルサービス証券株式会社社長 兼 トヨタファイナンシャルサービスアメリカ社長
- 2004年 トヨタファイナンシャルサービスアメリカ会長
- 2005年 トヨタモーターファイナンスチャイナ会長
- 2005年 トヨタファイナンシャルサービスコリア株式会社会長
- 2008年6月18日 トヨタファイナンシャルサービス相談役（代表取締役社長退任）
- 2008年6月26日 あいおい損害保険株式会社代表取締役会長[2]
- 2010年10月 あいおいニッセイ同和損害保険株式会社代表取締役会長
- 2011年6月 あいおいニッセイ同和損害保険株式会社特別顧問[2]
- 2013年6月 サンデン株式会社取締役[2]
- 2014年7月 SVPグローバル・アジアLLC経営諮問委員[2]
- 2015年6月 水戸証券株式会社取締役[2]、クラッシーキャピタルマネジメント株式会社特別顧問
- 2017年12月 UCCホールディングス株式会社顧問[3]
- 2018年7月 上海交通大学教育集団精益管理学院（リーンマネジメント学院）院長[4]
- 2019年6月 株式会社NFKホールディングス取締役[2]
- 2020年3月 株式会社ブロードリーフ取締役[4]
- 2021年7月 UCCホールディングス株式会社取締役[4]

## 著作
- 「書評 『電子コマーシャルペーパーのすべて』」金融財政事情56(5)、2005.2
- 「インタビュー 尾崎英外・トヨタファイナンシャルサービス社長」エコノミスト (日本の雑誌)81(58)、2003.11
- 「インタビュー 「トヨタ・ウェイ」で、自動車販売に付随する金融サービスを提供」金融財政事情. 54(16)、2003.4
- 「トヨタ方式の導入で金融もカイゼン活動」週刊東洋経済. (5808) 2003.2
- 「今この人に聞きたい 編集長インタビュー ICカードを軸に多彩な金融サービス」日経マネー(通号 209)、2001.9
- 「インタビュー 車をコアに総合生活サービスを展開する IC搭載のティーエスキュービックカード」月刊消費者信用（社団法人金融財政事情研究会）19(8)、2001.8
- 「パネルディスカッション 新しい金融ビジネスモデルのインパクト」（金杉元靖、アンディ・ドゥーハース他と共著）、Japan research review10(11)、2000.11